# 瘤短刺鲀
瘤短刺鲀（学名：Chilomycterus affinis）为刺鲀科短刺鲀属的鱼类。分布于太平洋西部的日本、中国至太平洋墨西哥的下加利福尼亚洲以及台湾海峡等，属于热带海洋底层鱼类。